# Greg Brown
Gregory James Brown III (ur. 1 września 2001 w Dallas) – amerykański koszykarz, występujący na pozycji silnego skrzydłowego, od 2023 zawodnik Dallas Mavericks.
W 2020 wystąpił w meczu gwiazd amerykańskich szkół średnich – McDonald’s All-American. Został też wybrany najlepszym zawodnikiem szkół średnich stanu Teksas (Texas Mr. Basketball, Texas Gatorade Player of the Year). W 2019 został zaliczony do III składu USA Today’s All-USA.
Jego ojciec grał w futbol amerykański na Uniwersytecie Teksasu, gdzie został dwukrotnie wybrany do składu honorable mention All-Big 12. W latach 2001–2003 występował w Denver Broncos. Jego wujek – Roderick Anderson grał w koszykówkę w Teksasie, a następnie dziewięć lat profesjonalnie. Dziadek grał na pozycji wide receivera na Grambling State University.
9 lutego 2023 został zwolniony przez Portland Trail Blazers. 14 sierpnia 2023 dołączył do Dallas Mavericks.

## Osiągnięcia
Stan na 18 września 2023, na podstawie, o ile nie zaznaczono inaczej.
NCAA
- Uczestnik turnieju NCAA (2021)
- Mistrz turnieju konferencji Big 12 (2021)
- Zaliczony do:
  - I składu najlepszych:
    - pierwszorocznych zawodników Big 12 (2021)
    - nowo przybyłych zawodników Big 12 (2021)

  - składu honorable mention All-Big 12 (2021)
- Najlepszy nowo przybyły zawodnik tygodnia Big 12 (21.12.2020, 11.01.2021)